# E483 (Ecuador)
De E483 of Vía Colectora Jipijapa-Puerto Cayo (Verzamelweg Jipijapa-Puerto Cayo) is een secundaire nationale weg in Ecuador. De weg loopt van Jipijapa naar Puerto Cayo en is 29 kilometer lang.